# Чоуан (окръг, Северна Каролина)
Окръг Чоуан (на английски: Chowan County) е окръг в щата Северна Каролина, Съединени американски щати. Площта му е 603 km², а населението – 14 383 души (2016). Административен център е град Идънтън.